# James W. Grant

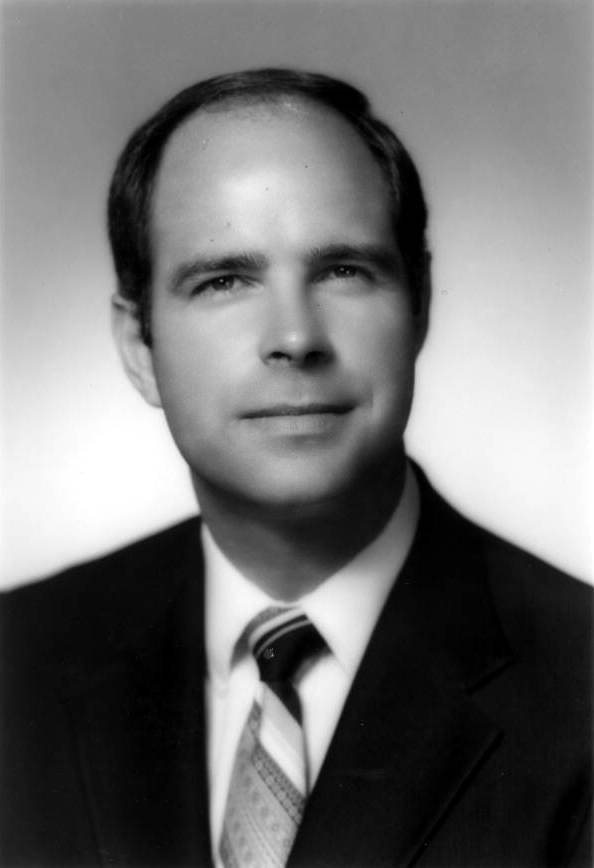
James W. Grant (1982)

James William Grant (* 21. September 1943 in Lake City, Florida) ist ein US-amerikanischer Politiker. Zwischen 1987 und 1991 vertrat er den Bundesstaat Florida im US-Repräsentantenhaus.

## Werdegang
James Grant besuchte bis 1960 die Taylor County High School in Perry. Danach studierte er bis 1963 an der Florida State University in Tallahassee sowie später noch an der University of Florida in Gainesville. Anschließend arbeitete er als Geschäftsmann. Dabei war er unter anderem auch im Bankgewerbe tätig.
Politisch wurde Grant zunächst Mitglied der Demokratischen Partei. Zwischen 1982 und 1984 saß er im Senat von Florida. Bei den Kongresswahlen des Jahres 1986 wurde er im zweiten Wahlbezirk von Florida in das US-Repräsentantenhaus in Washington, D.C. gewählt, wo er am 3. Januar 1987 die Nachfolge von Don Fuqua antrat. Nach einer Wiederwahl konnte er bis zum 3. Januar 1991 zwei Legislaturperioden im Kongress absolvieren. Am 21. Februar 1989 wechselte er zur Republikanischen Partei. Im Jahr 1990 unterlag er als deren Kandidat dem Demokraten Pete Peterson. Zwei Jahre später kandidierte Grant gegen Amtsinhaber Bob Graham erfolglos für den US-Senat.
Nach seinem Ausscheiden aus dem US-Repräsentantenhaus gründete Grant die Beraterfirma MK Meridian Inc., deren Vorsitzender er bis heute ist. Diese Firma versucht bei der Schlichtung bei internationalen Konflikten zu helfen. Er war auch Vizepräsident eines weltweit operierenden Chemieunternehmens in der Ukraine. Grant ist verheiratet und Vater von vier Kindern.